# Nesopelops crassus
Nesopelops crassus är en kvalsterart som först beskrevs av Hammer 1972.  Nesopelops crassus ingår i släktet Nesopelops och familjen Phenopelopidae. Inga underarter finns listade i Catalogue of Life.